# 자멜 메스바흐
자멜 메스바흐(Djamel Eddine Mesbah, 1984년 10월 9일 ~ )는 과거 수비수로 뛰었던 알제리의 전 축구선수이다.

## 수상

### 클럽
FC 바젤
- 스위스 슈퍼리그: (1) 2004–05